# 脱北者被韩国政府遣返朝鲜事件
脱北者被遣返朝鲜事件于2019年发生，两名在北韓境内涉嫌命案的北韓居民在11月2日通过朝鮮半島東部海域海上軍事分界線后，在11月7日被韓國在板門店遣返朝鮮。

## 部署
根据朝鲜方面主張與韓國方面調查，该船员被控在金策港杀害另外16名船员和一名被朝鲜当局捕获的船员，并发现血迹。韩国政府强行遣返脱北者，而却没有给船员对将脱北者遣返朝鲜的决定做出任何决定的机会。
多家人权组织批评文在寅当局将水手遣返朝鲜的决定是侵害人权。  根据《脫北者保护法》，罪犯或潜逃者或非保护对象，但并未规定他们应被遣返回朝鲜或与韩国公民一视同仁。此外，朝鲜关于杀人犯的主张仅为单方主张，其真实性有待考证。根据《大韓民國憲法》，朝鲜人有权按合法程序在韩国受审。但文在寅当局违反了了该条款。
此外，民众对将两人遣返朝鲜决定表示不满（参与谋杀的可能性不明，但可确定他们必然会被处以重刑）。脱北者出身的制片人郑圣山认为依据在当年11月7日拜访居住在纳津的朝鲜人和華裔韓人的消息，认定二者并非主犯。 